# Episodi di Shooter (prima stagione)
La prima stagione della serie televisiva Shooter, composta da 10 episodi, è stata trasmessa in prima visione dal canale USA Network dal 15 novembre 2016 al 17 gennaio 2017.
In Italia gli episodi della stagione sono stati pubblicati settimanalmente su Netflix il giorno dopo la messa in onda statunitense. In chiaro verrà trasmessa sul 20 dal 25 settembre 2019 in prima serata. 
| nº | Titolo originale    | Titolo italiano          | Prima TV USA     | Pubblicazione Italia |
| -- | ------------------- | ------------------------ | ---------------- | -------------------- |
| 1  | Point of Impact     | Punto di impatto         | 15 novembre 2016 | 16 novembre 2016     |
| 2  | Exfil               | Punto di estrazione      | 22 novembre 2016 | 23 novembre 2016     |
| 3  | Musa Qala           | Musa Qala                | 29 novembre 2016 | 30 novembre 2016     |
| 4  | Overwatch           | Sorveglianza             | 6 dicembre 2016  | 7 dicembre 2016      |
| 5  | Recon by Fire       | Ricognizione a fuoco     | 13 dicembre 2016 | 14 dicembre 2016     |
| 6  | Killing Zone        | Zona di neutralizzazione | 20 dicembre 2016 | 21 dicembre 2016     |
| 7  | Danger Close        | Pericolo in agguato      | 27 dicembre 2016 | 28 dicembre 2016     |
| 8  | Red on Red          | Rosso su rosso           | 3 gennaio 2017   | 4 gennaio 2017       |
| 9  | Ballistic Advantage | Vantaggio balistico      | 10 gennaio 2017  | 11 gennaio 2017      |
| 10 | Primer Contact      | Contatto chiave          | 17 gennaio 2017  | 18 gennaio 2017      |